# هايتن
المركبة الفضائية هايتن(ひ て ん ، تلفظ ياباني: ‎[çiteɴ]‏  ) ، نظرًا للاسم الإنجليزي العذراء السماوية  والمعروف قبل الإطلاق باسم  ( مركبة الفضاء هندسة الفضاء) ، وهو جزء من برنامج ميوسيس  ، تم بناؤه بواسطة معهد علوم الفضاء والملاحة اليابانية وتم إطلاقه في 24 يناير 1990. كان هذا هو أول مسبار قمري ياباني ، وأول مسبار قمري روبوتي منذ لونا 24 التابعة للاتحاد السوفيتي في عام 1976 ، و يعتبر أول مسبار قمري أطلقته دولة أخرى غير الولايات المتحدة أو الاتحاد السوفيتي.  
كان من المقرر وضع هايتن في مدار أرضي إهليلجي للغاية مع أوج يبلغ 476000   كم ، والتي ستتأرجح بعد القمر. ومع ذلك ، تم الحقن بعجز دلتا- v قدره 50   م / ث ، مما أدى إلى ذروة 290،000 فقط   كم.  تم تصحيح النقص واستمر بمهمته . 
في أول هبوط على سطح القمر ،أطلقت  هايتن مركبة مدارية صغيرة ، هاغورومو (は ご ろ も ، سميت باسم عباءة ريش من هايتن ) ، إلى مدار القمر. فشل جهاز الإرسال في هاجورومو ، ولكن المركبة الدايرة الصغيرة تم تأكيد مدارها بصريًا من الأرض. بعد التأرجح الثامن ، أثبت هايتن نجاح تقنية الكبح الجوي في 19 مارس 1991 ، وحلقت على الأرض على ارتفاع 125.5   كيلومتر فوق المحيط الهادئ عند 11.0   كم / ثانية. أدى السحب الجوي إلى خفض السرعة بمقدار 1.712   م / ث وارتفاع الأوج بمقدار 8665   كم.  كانت هذه هي أول مناورة الكبح الجوي بواسطة مسبار فضائي عميق.  :2 بعد الجولة القمرية التاسعة والمناورة الكبح الجوي الثانية في 30 مارس 1991 ، تم الانتهاء من المهمة الرئيسية للمسبار. 

## القبض على البالستية الأولى في مدار القمر
سمع إدوارد بيلبرونو وجيمس ميللر من مختبر الدفع النفاث بفشل مركبة هاجورومو وساعدا في إنقاذ المهمة من خلال تطوير ما يسمى مسار التقاط الباليستية الذي سيمكن مسبار هيتين الرئيسي من دخول مدار القمر. كان  بيلبرونو يعمل على النمذجة العددية لمسارات الطاقة المنخفضة ، وسمع عن مشاكل المسبار.و طور حل للمسار . وفي 22 يونيو 1990 ، أرسل اقتراحًا لم يكن مطلوب   إلى وكالة الفضاء اليابانية. واستجابوا على الاقتراح بشكل إيجابي ، وقاموا فيما بعد بتنفيذ نسخة من الاقتراح.  
استخدم المسار بيلبرونو و ميللر الذي تم تطويره من أجل هايتن نظرية ضعف حدود الاستقرار الضعيفة وتطلب فقط اضطرابًا صغيرًا في مدار التأرجح الإهليلجي ، صغير بما يكفي بحيث يمكن تحقيقه بواسطة الدفع بواسطة المركبة الفضائية.  ستؤدي هذه الدورة إلى القبض على المسبار في مدار قمري مؤقت باستخدام صفر delta-v (يسمى النقل الباليستي) ، ولكنه يتطلب خمسة أشهر بدلاً من الأيام الثلاثة المعتادة لمدار نقل هوهمان .  كانت هذه هي المرة الأولى التي يستخدم فيها قمر صناعي نقلًا منخفض الطاقة للانتقال إلى مدار القمر.  في 2 أكتوبر 1991 ، تم القبض على هيتين مؤقتًا في مدار القمر. 
وبعد ذلك ، تم وضع هايتن في مدار متكرر يمر عبر نقطتي أل4و أل5 لانجرينج للبحث عن جزيئات الغبار المحبوسة: غيوم كورديلويسكي التي تمت ملاحظتها مؤقتًا. الأداة العلمية الوحيدة في هايتن كانت عداد الغبار في ميونيخ (ام دي سي) ، ولم يتم العثور على أي زيادة على مستويات الخلفية. في 15 فبراير 1993 ، تم وضع هايتن في مدار قمري دائم ، حيث بقي حتى حطم عمدا [لماذا؟]  في سطح القمر في 10 أبريل 1993 في 34°18′S 55 ° 36'E / 34.3 ° S 55.6 ° E / -34.3. 55.6  بين الفوهات ستيفينوس 
و فورنيريوس .  